# مارك روبير
مارك روبير (بالإنجليزية: Mark Rober)‏ (من مواليد 11 مارس1980) يوتيوبر، مهندس ومخترع أمريكي اشتهر بمقاطع الفيديو الخاصة به على موقع يوتيوب حول العلوم الفيزيائية، قبل يوتيوب كان مارك مهندسًا في وكالة ناسا حيث أمضى سبع سنوات في العمل على المركبة كيوريوسيتي روفر في مختبر الدفع النفاث التابع لوكالة ناسا، عمل لاحقًا لمدة أربع سنوات في شركة أبل. كمصمم منتج في مجموعة المشاريع الخاصة الخاصة بهم ، حيث قام بتأليف براءات الاختراع المتعلقة بالواقع الافتراضي في السيارات ذاتية القيادة، في أكتوبر 2019، أطلق روبرت وزميله مستر بيست في حملة فريق الأشجار لجمع التبرعات البيئية.